# Grenbingel
Grenbingel (Mercurialis annua) är en växtart i familjen törelväxter. I Norden växer den i Danmark och på den allra sydligaste spetsen av Norge. Grenbingel växer sällsynt och tillfälligt på öppen jord, i trädgårdar och rabatter. Den härstammar från Sydeuropa.